# Viktor Kaplan

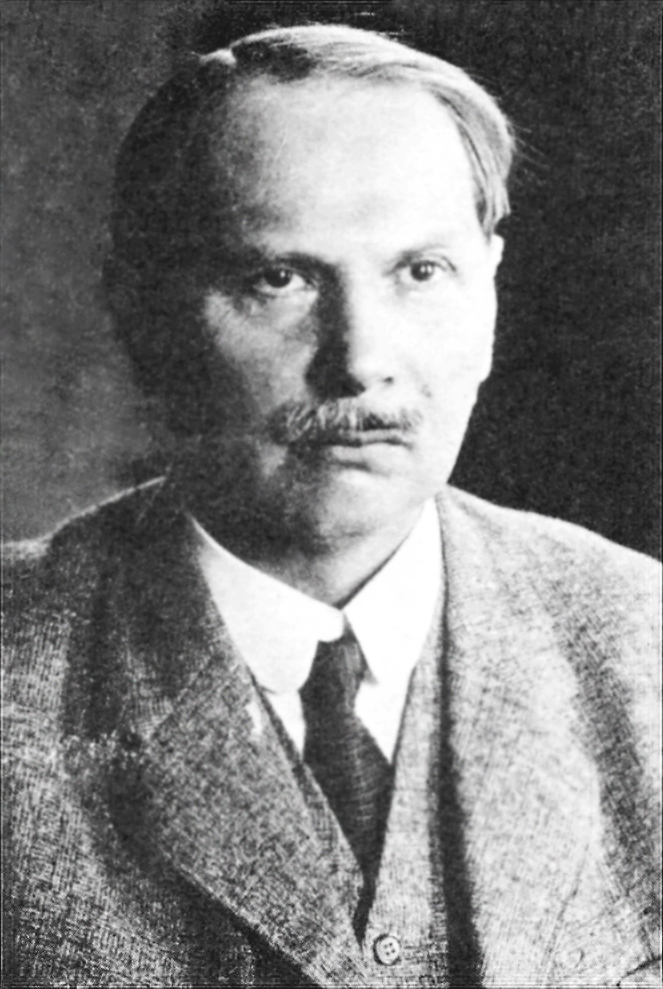
Viktor Kaplan

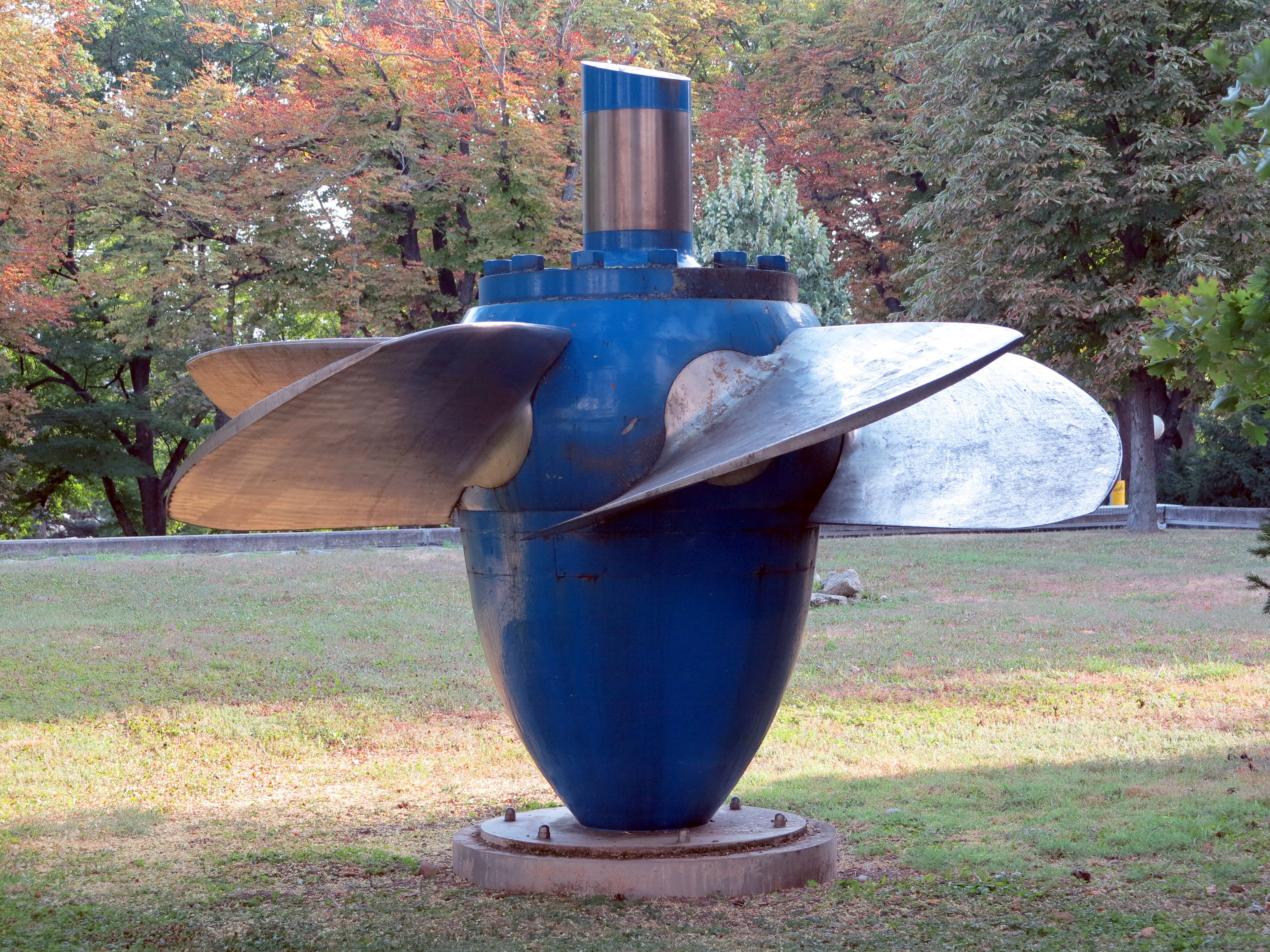
Kaplanturbine in het Technisches Museum Wien

Viktor Kaplan (Mürzzuschlag, 27 november 1876 — Unterach am Attersee, 23 augustus 1934) was een Oostenrijks ingenieur en de uitvinder van de Kaplanturbine.
Kaplan is geboren in Mürzzuschlag. Zijn vader werkte bij de spoorwegen. Tussen 1895 en 1900 studeerde hij civiele techniek aan de Technische Universiteit van Wenen. Hij specialiseerde zich in dieselmotoren. In 1900 ging hij voor een jaar vrijwillig in dienst en diende bij de marine in Pula.
Na zijn diensttijd begon hij zijn carrière in 1901 bij machinefabriek Ganz & Co. in Leobersdorf. Hij werkte vooral aan verbrandingsmotoren. In 1903 verhuisde hij naar de Duitse Technische Universiteit in Brno om daar technisch onderzoek te doen. Hij richtte zijn aandacht op verbeteringen aan de francisturbine. In 1909 promoveerde hij en in 1913 werd hij hoofd van de onderzoeksafdeling voor hydraulische turbines. Hij bleef 30 jaar aan de universiteit verbonden.
In 1912 en 1913 publiceerde hij zijn ideeën met betrekking tot de Kaplanturbine, een revolutionair ontwerp geschikt voor waterkrachtcentrales met een groot debiet maar geringe valhoogte. Diverse ontwerpen werden vastgelegd in patenten.
In 1918 maakte Storek de eerste Kaplanturbine met een vermogen van 26 kW en een diameter van 60 centimeter. De turbine was gemaakt voor een textielfabriek in Neder-Oostenrijk en is tot 1955 in gebruik geweest. Het maakt nu onderdeel uit van de collectie van het Technisches Museum Wien. In 1925 werd een van zijn turbines geplaatst in de waterkrachtcentrale Lilla Edet in Zweden, met een vermogen van 11.000 pk was dit toen de grootste ter wereld. Het is een succesvol ontwerp en de turbine wordt wereldwijd toegepast in waterkrachtcentrales.
In 1926 en 1934 kreeg Kaplan een eredoctoraat voor zijn prestaties. Vanaf 1931 kreeg hij gezondheidsproblemen trok zich terug. In 1934 overleed hij na een hartaanval in Unterach am Attersee. Hij was getrouwd met Margarethe Strasser en kreeg twee dochters.
Kaplan werd in 1961 afgedrukt op een bankbiljet van 1000 Oostenrijkse schilling en later volgde ook een postzegel met zijn afbeelding.

## Naslagwerken
- (de)  Martin Gschwandtner: Gold aus den Gewässern. Viktor Kaplans Weg zur schnellsten Wasserturbine. München, Ravensburg 2007